# ألعاب العقل
ألعاب العقل (بالإنجليزية: Mind games)‏ تستخدم في علم النفس لتحديد ثلاثة أشكال من السلوكيات البشرية التنافسية:
1. الكفاح الواعي الذي يسعي للنهوض النفسي بالذات والمزايدة، وغالبا ما يوظف السلوك السلبي العدواني على نحو خاص لإضعاف معنويات أو تفكيك موضوع التفكير، وجعل المعتدي يبدو متفوقا؛ ويشار إليها أيضا باسم «ألعاب السلطة».[1]
2. ألعاب اللاوعي التي يقوم بها الناس الذين يقومون بمعاملات خفية لا يدركونها تماما، حيث يشكل التحليل التفاعلي عنصرا أساسيا في الحياة الاجتماعية في جميع أنحاء العالم.
3. التدريبات العقلية التي تهدف إلى تحسين أداء العقل أو الشخصية؛ انظر أيضا أحجية